# الدرع الخيرية 1912
لُعبَ نهائي الدرع الخيريّة 1912 في الرابعِ من أيّار/مايو من عام 1912. أُقيمت المباراة في وايت هارت لين بين كلٍ من بلاكبيرن روفرز بطل الدوري الإنجليزي؛ و‌كوينز بارك رينجرز بطلُ الدوري الجنوبي وانتهت المباراة بـ 2-1 لصالحِ بلاكبيرن روفرز. تُبُرِّعَ بعائداتِ المباراة لفائدةِ صندوق دعم الناجين من حادث غرقِ سفينة آر إم إس تيتانيك.

## تفاصيل المباراة
| بلاكبيرن روفرز | 2 – 1 | كوينز بارك رينجرز |
| -------------- | ----- | ----------------- |
|                |       |                   |